# Kerkhof van Machy (Somme)
Het Kerkhof van Machy is een gemeentelijke begraafplaats in het Franse dorp Machy (departement Somme). De begraafplaats ligt in het dorpscentrum rond de Église Saint-Flour en is ommuurd.

## Britse oorlogsgraven
Op het kerkhof liggen 2 Britse militairen die sneuvelden in de Eerste Wereldoorlog. De graven zijn van driver (begeleider van paarden) Anrew Johnstone en soldaat W. Quinn. Hun graven worden onderhouden door de Commonwealth War Graves Commission en zijn daar geregistreerd als Machy Churchyard.